# Teodoro II da Arménia
Teodoro II da Arménia(PE) ou Armênia,(PB) Թորոս Ա em arménio, Toros por transliteração (morto em 6 de Fevereiro de 1169) foi príncipe arménio da Cilícia de 1140 até 1169. Sucessor e filho de Leão I da Arménia com a sua segunda esposa, provavelmente uma arménia, fez parte da dinastia dos rubênidas (descendentes de Ruben I).

## Conflito com o Império Bizantino
Em 1138, Teodoro, o seu irmão mais novo Ruben e o pai foram aprisionados em Constantinopla pelo imperador bizantino João II Comneno durante a invasão deste à Cilícia. Leão I morreu em 1140 e Ruben foi assassinado no ano seguinte. Apenas Teodoro conseguiu se evadir e voltar à Cilícia em 1143 para reconquistar Vahka dos bizantinos, e gradualmente recuperar o seu património.
Depois da conquista arménia de Mamistra e Til Hamdoun em 1151, Manuel I Comneno enviou um exército no ano seguinte, sob o comando do duque Andrónico I Comneno para retomar Mamistra. As forças incluíam vários barões arménios locais, rivais dos rubênidas. Teodoro derrotou as forças sitiantes em uma surtida nocturna: Sempad de Barbaron foi morto na batalha; Oshin II de Lampron, Basílio de Partzerpert e Tigrano de Prakan foram aprisionados. Oshin ofereceu o filho Hetum como refém para garantir metade do seu resgate; recebido na corte arménia, Teodoro propôs armá-lo cavaleiro e casá-lo com uma das suas filhas, o que foi aceite.
De seguida os bizantinos incitaram uma invasão dos turcos seljúcidas do Sultanato de Rum em 1153. Teodoro conseguiu apaziguar o sultão Mas'ud ao o reconhecer como suserano, mas este voltou a tentar invadir a Cilícia no ano seguinte. Durante o cerco a Anazarbo, um destacamento seljúcida enviado contra Antioquia foi emboscado e destruído nas Portas da Síria, um desfiladeiro entre a Cilícia e a Síria, pelos Cavaleiros Templários, o que desmoralizou o exército turco a abandonar o cerco.
Outro cerco turco, a Til Hamdoun em 1155, também fracassou. Com a subida de Quilije Arslã II ao sultanato, foi criada uma paz entre os dois estados. Estêvão da Arménia, irmão de Teodoro, atacou o território seljúcida ao redor de Maraş em 1157 mas fracassou na tentativa de tomar a cidade; Teodoro devolveu os territórios conquistados a Quilije Arslã e a paz foi assegurada.

## Aliança com Antioquia

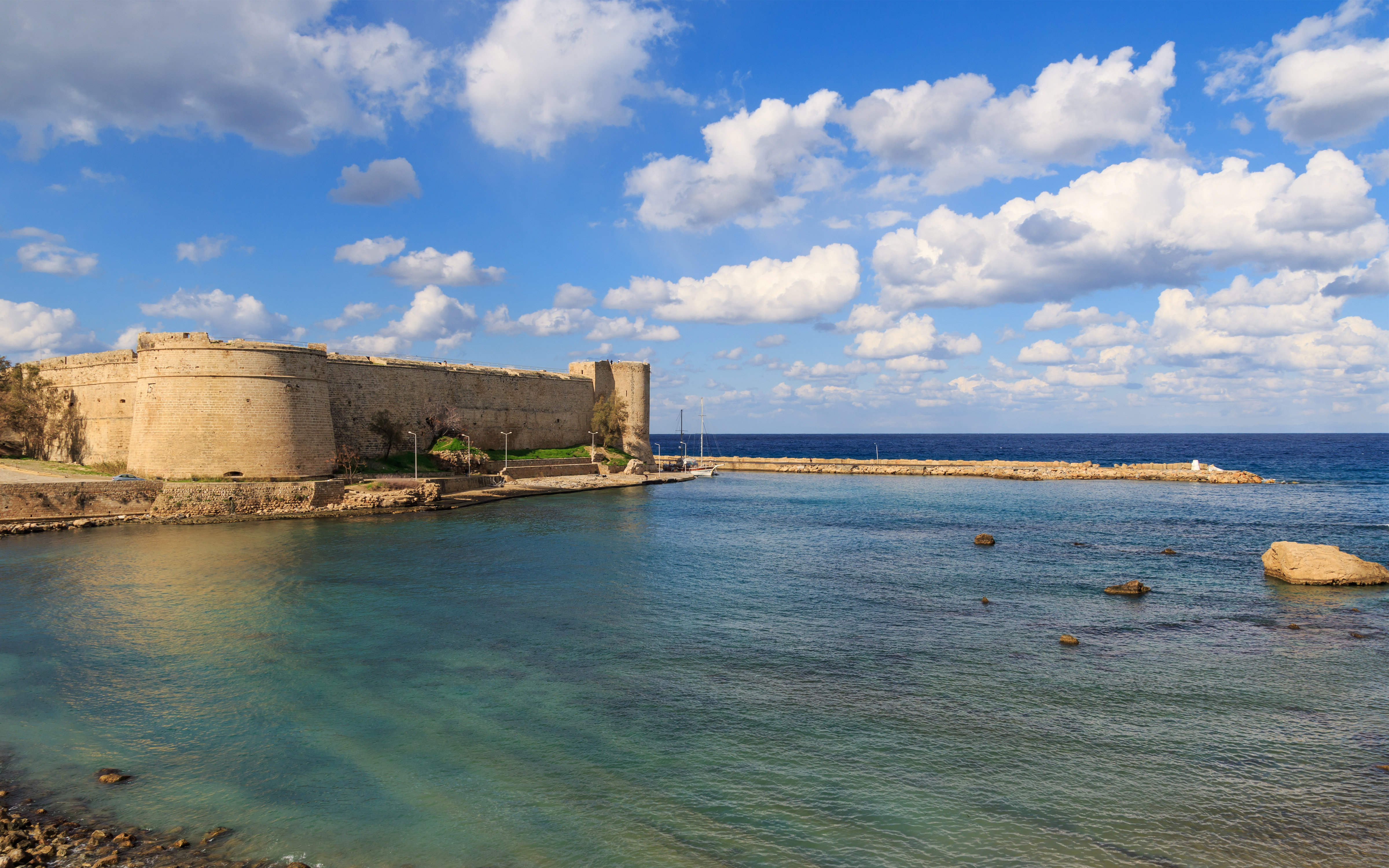
Fortaleza de Cirênia no Chipre, atacada de surpresa pelas forças de Reinaldo de Châtillon.

Por esta altura, Teodoro envolveu-se em uma disputa com Reinaldo de Châtillon pelo castelo de Bagras, na fronteira entre o Principado Arménio da Cilícia e o Principado de Antioquia. Construído pelos Templários, tinha sido conquistado pelos bizantinos e depois retomado pelos arménios. Manuel I Comneno encarregou Reinaldo de o recuperar, como vassalo de Constantinopla, mas este foi derrotado em uma batalha travada perto de Alexandreta.
Teodoro acabou por devolver o castelo aos Templários, em troca de um acordo de perpétua aliança; mas a consequência imediata disto foi a recusa de Manuel em compensar Reinaldo pelas despesas desta campanha. Encolerizado, Reinaldo juntou forças com Teodoro, e unidos lançaram um ataque pirata à bizantina ilha de Chipre, iniciativa que se revestiu de crueldade.
Decidido a punir os autores desta afronta, em 1158 Manuel liderou um grande exército que invadiu a Cilícia e o litoral do Mediterrâneo. Teodoro fugiu para Dajikikar, um ponto seguro nas montanhas; através da mediação de Balduíno III de Jerusalém escapou a uma segunda prisão pelo Império Bizantino, mas foi forçado a reconhecer o imperador como seu suserano.

## Conflitos internos
Em 1165, o governador bizantino da cidade de Tarso Andrónico Euforbeno convidou Estêvão da Arménia para um banquete, onde o assassinou como vingança pelas incursões que este havia feito em 1157 pelos territórios bizantinos. Teodoro e o seu meio-irmão Melias responderam com um massacre indiscriminado de gregos nos domínios da Cilícia, e uma nova guerra contra Constantinopla só foi evitada pelos esforços diplomáticos de Amalrico I de Jerusalém.
Os últimos anos do reinado de Teodoro foram perturbados pela tentativa de regicídio de Melias, descoberta antes de ser executada. Melias foi despojado de riquezas e autoridade, tendo sido exilado em Antioquia onde se tornou Templário, e depois Alepo, onde se colocou ao serviço de Noradine. Pouco antes da sua morte em 1169, Teodoro retirou-se para um mosteiro, onde morreria a 6 de Fevereiro, e deixou o trono ao seu filho menor Ruben II, sob a regência do seu sobrinho Tomás.

## Casamentos e descendência
Teodoro II da Arménia casou-se em 1149 com Isabel de Courtenay, filha do conde Joscelino II de Edessa. Desta união nasceram:
- Rita, casada em [1153 com Hetum III de Lampron, separada em 1168
- Provavelmente uma filha, casada com Isaac Ducas Comneno (m. 1195), imperador de Chipre

Depois de enviuvar de Isabel, casou-se em segundas núpcias com uma mulher arménia, de quem nasceu:
- Ruben II da Arménia, seu sucessor no Principado Arménio da Cilícia